# Gotthard Laske

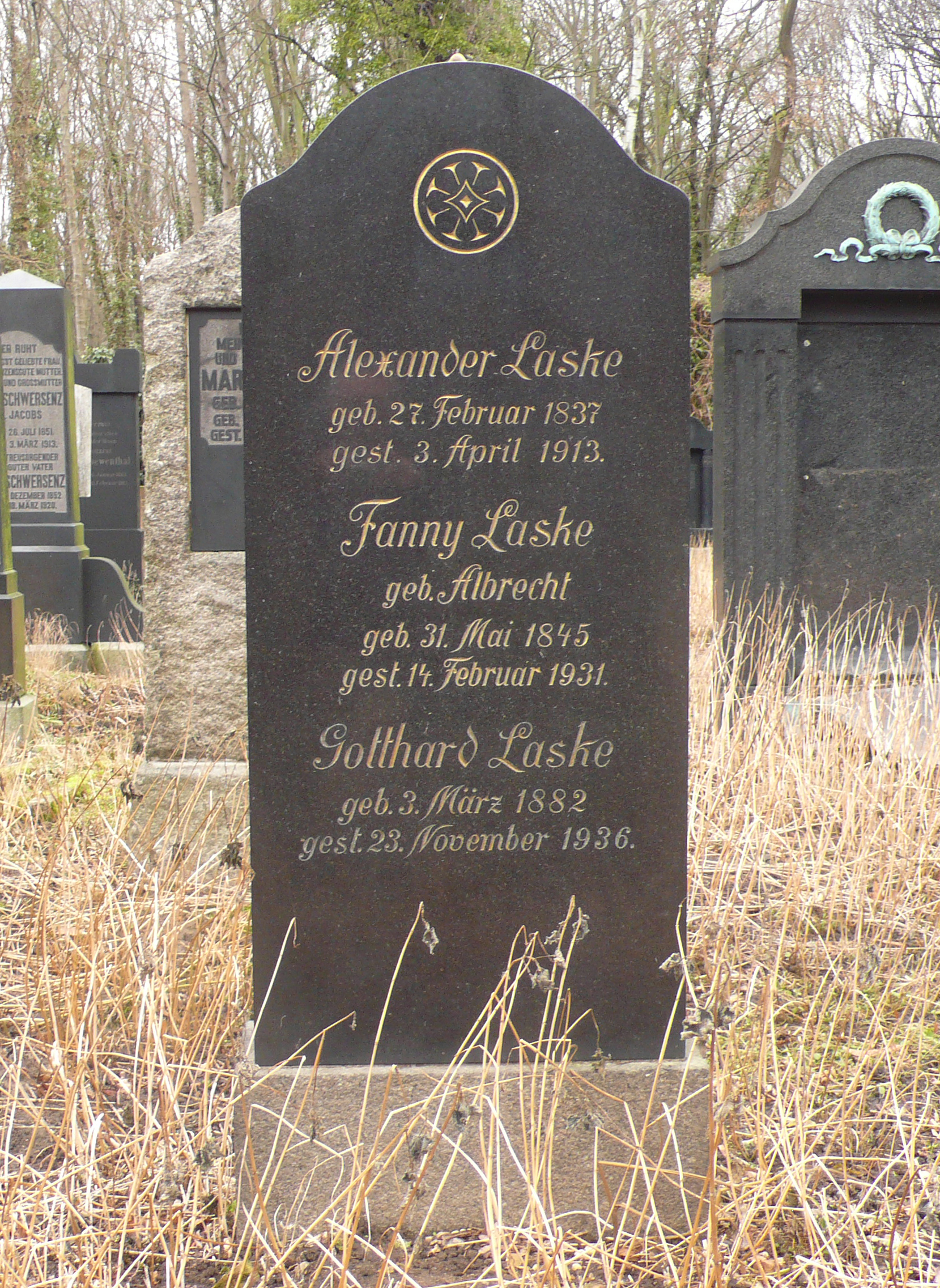
Gotthard Laskes Grab auf dem jüdischen Friedhof in Berlin-Weißensee

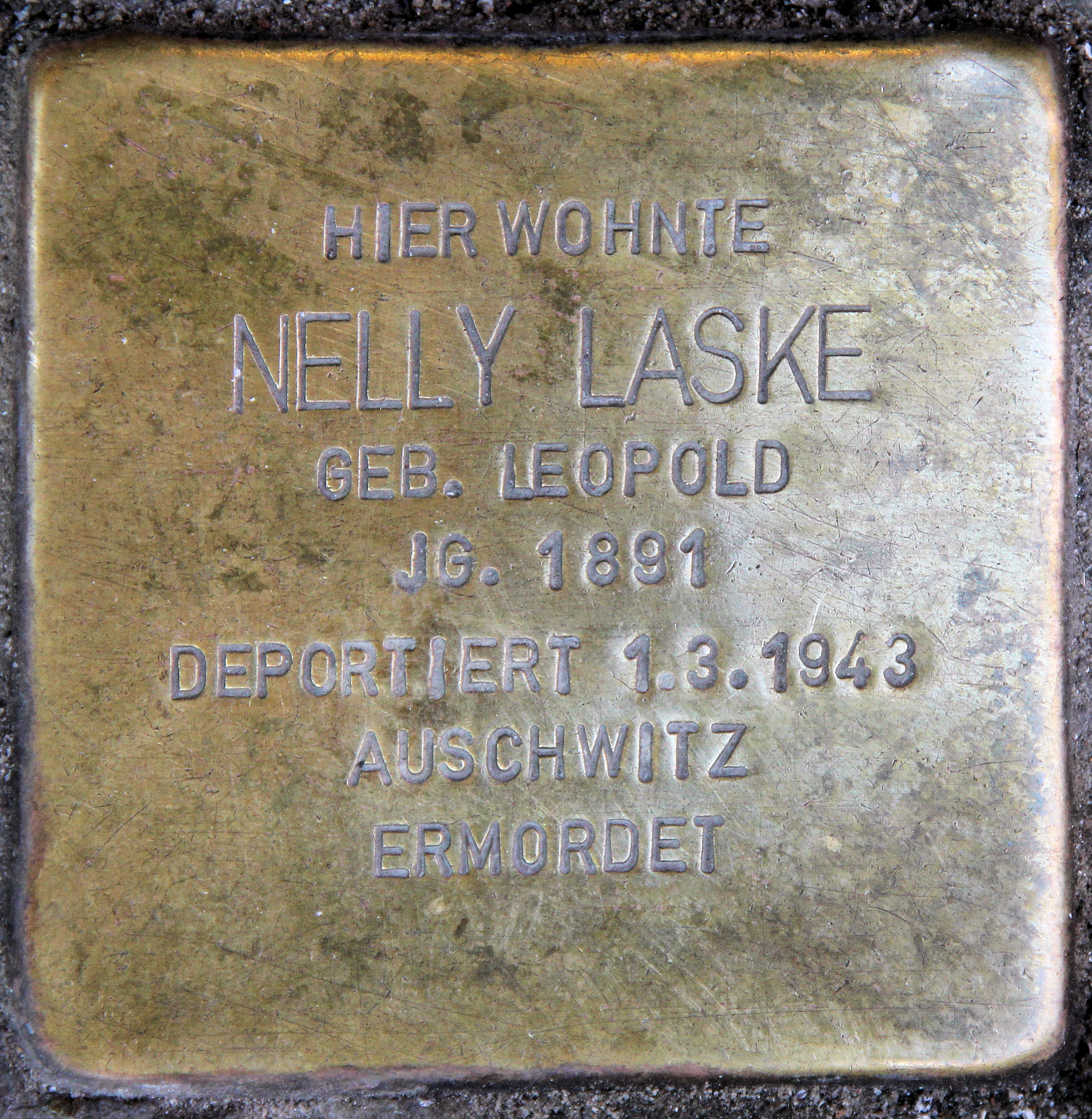
Stolperstein für Laskes Frau Nelly, vor dem Haus, Bleibtreustraße 25, in Berlin-Charlottenburg

Gotthard Laske (* 3. März 1882 in Stargard; † 23. November 1936 in Berlin) war ein deutscher Konfektionär, Bibliophile und Mäzen.

## Leben
Laske sammelte Bücher, die schön und aufwendig gedruckt und gebunden waren. Seine Bibliothek umfasste etwa 10.000 Bände. Daneben sammelte er Bilder und Graphiken. Die Künstler entlohnte er mit Anzügen und anderen Kleidungsstücken, die er in seiner Firma nach Maß anfertigen ließ. Laske regte den Druck vieler Dichtungen bei der Officina Serpentis an und bezahlte die Herstellungskosten. Ebenso spendete er viele Drucke den Mitgliedern der bibliophilen Gesellschaften, denen er angehörte. Sein besonderes Sammelinteresse galt Büchern, Manuskripten und Zeichnungen von Paul Scheerbart. Darüber hat zu Laskes fünfzigstem Geburtstag der Berliner Fontane-Abend ein Capriccio von Josef Maria Frank drucken lassen, in dem Laskes Jagd nach einem Scheerbart-Manuskript geschildert wird. Laske nahm sich 1936 das Leben, nachdem sein Lebenswerk durch die Nationalsozialisten zerstört worden war.
Seine Frau Nelly Laske wohnte zuletzt in der Berliner Bleibtreustraße und wurde 1943 in das KZ Auschwitz deportiert. Der Sohn Ernst Laske konnte mit einem Teil der väterlichen Bücher nach Israel emigrieren und hat dort viele Jahre lang ein Antiquariat betrieben. Die meisten Bücher aus Laskes Besitz wurden durch das Berliner Antiquariat Albert Zimmermann (vormals Heinrich Rosenberg und Albert Zimmermann) verkauft. Die zwei Kataloge, in denen Laskes Bücher verzeichnet sind, sind nur in wenigen Exemplaren gedruckt worden und gehören zu den größten bibliophilen Seltenheiten. Gotthard Laske wurde auf dem jüdischen Friedhof in Berlin-Weißensee begraben.